# Theganopteryx massauae
Theganopteryx massauae är en kackerlacksart som först beskrevs av Henri Saussure och Leo Zehntner 1895.  Theganopteryx massauae ingår i släktet Theganopteryx och familjen småkackerlackor.
Artens utbredningsområde är Etiopien. Inga underarter finns listade i Catalogue of Life.